# Джамшид-шах
Джамшид-шах (д/н — 1345) — 2-й султан Кашміру в 1342—1344 роках.

## Життєпис
Походив з династії Сваті. Син Шах Міра, міністра при магараджі Сухадеві. Досвід державної служби здобув за часів панування магараджи Удаянадеви і магарані Котадеви. Був намісником області Камрадж.
Піднесення відбулося 1339 року після захоплення батьком влади в Кашмірі. Стає спадкоємцем, а 1342 року отримує владу. Опікувався економічним відродженням, поліпшенням господарювання. Заснував місто Джамнагар в паргані (області) Ардавін. Наказав звести міст через річку Джелам біля місто Сопур, а також численні постоялі двори для мандрівників по всій країні.
1343 року проти нього повстав брат Алішер. Султан не бажав війни, намагаючись домовитися з останнім, втім марно. Син Джамшед-шаха зазнав поразки біля Дівасару від Алішера. Невдовзі на бік того перейшов міністр Лаксман Бхат. 1344 року Джамшед-шаха було повалено, внаслідок чого Алішер захопив владу. Він заслав брата на північ, де той помер 1345 року.